# Каина, Умару
Умару Каина (фр. Oumarou Kaina; 16 октября 1996) — камерунский футболист, нападающий армянского клуба «Ширак».

## Карьера
Умару является воспитанником футбольной академии «Эспайр Катар». В составе катарского клуба камерунец принимал участие в международных молодёжных турнирах и забивал в ворота ровесников из «Ювентуса» и «Манчестер Юнайтед».
В начале 2015 года нападающий подписал контракт с армянским «Араратом», за который дебютировал 1 марта во встрече с «Шираком». 3 мая того же года Каина отметился первым забитым мячом.
В феврале 2016 года камерунец был на просмотре в казахстанском «Актобе», однако контракт не заключил. 28 октября того же года нападающий покинул «Арарат», став свободным агентом. В начале 2017 года Умару заключил однолетнее соглашение с «Шираком».
Первую игру в новом клубе Каину провёл 12 марта против «Алашкерта». Каина стал обладателем Кубка Армении 2016/17, игрок принял участие в двух полуфинальных встречах с «Гандзасаром», в которых забил гол, ставший победным.

## Достижения
Ширак
- Обладатель Кубка Армении (1): 2016/17